# Пинакотека
Пинакотека био (израз из грчког, Pinacoteca, Pinacotheca) је у прво време назив за вотивне (поклоњене) слике у крилу Пропилеји на Акропољу. Од ренесансе се израз употребљава за обележавање јавне галерије слика. 

## Познате пинакотеке

### Стара пинакотека уМинхену
Музеј Стара пинакотека пројектовао је архитекта Лео фон Кленце године 1826—1836. по иницијативи баварског краља Лудвига I. Музеј је требало да постане галерија са значајном уметничком збирком коју је у Баварској сакупила позната породица владарског рода Вителсбаха. Из дела колекције најзначајнији су Албрехт Алтдорфер и његова слика Битка код Иса која је у галерији све до данашњих дана.

### Уфици уФиренци
Галерија у Фиренци представља највећу ренесансну пинакотеку, а зграда је требало да буде седиште тринаест магистратура у фиренци, које су биле поверене управи фирентинске републике. Косимо I де Медичи је 1561. године одлучио да Уфици буде у близини Палате дела Сињоре да би могао боље да је контролише.

### Гелерија дел академија уВенецији
Галерија у Венецији поседује најзначајнију збирку венецијанског сликарства од 14. века до 18. века. У 19. веку морала је Аустрија да се одрекне свога полажаја на Апенинском полуострву и Венеције које је после хиљадугодишње аутономије постала део Италијанске краљевине створене од стране Наполеона Бонапарте. У то доба уметнички предмети који нису били продати или се нису изгубили били су сакупљени у „Академији“ са дидактичким циљевима.

### Пинакотека ди Брера уМилану
У касно барокној палати налази се збирка ренесансне уметности, нарочито из Венеције. Пинакотека је нестала за време владавине Наполеона Бонапарте по угледу на париски Лувр. Ту је сакупљен велики број фресака из 14. до 16. века, као и олтарске слике великих димензија. Године 1803. ова пинакотека је постала део Академије лепих уметности.

### Национална галерија уЛондону
Галерију су у 19. веку основали колекционари и трговци за разлику од Лувра и на иницијативу Роберта Банкса Џенкинсона (Robert Banks Jenkinson) који је желео да сакупи дела сликарских школа и понуди их јавности и који је 1824. године купио уметничку збирку од оснивачке банке трговца Џона Јулија Ангерштајна (John Julio Angerstein) и његове Лојдове банке и тако је била ова галерија премештена на данашње место на Трафалгар скверу (Trafalgar Square). 
Улаз је од 1838. године бесплатан.